# Stufato perpetuo
Lo stufato perpetuo è un presunto secondo piatto medievale, ottenuto lasciando bollire in una pentola degli ingredienti (in genere carne e verdure), integrandone costantemente e fino a quando non si esauriscono del tutto.

## Storia
Stando ad una teoria controversa, lo stufato perpetuo veniva preparato nelle locande medievali e lasciato cuocere ininterrottamente per mesi o addirittura anni nella stessa pentola. Ciononostante, secondo degli storici finlandesi, fattori come la carenza di fonti in cui viene descritto l'alimento, l'assenza di dettagli sulla preparazione, la natura anti-igienica e quindi pericolosa della pratica, i digiuni imposti dal cristianesimo e l'abitudine consolidata nel medioevo di mantenere accesi i focolari solo durante il giorno (di notte era proibito accendere fuochi onde evitare il rischio di incendi), rafforzerebbero l'idea che si tratti solo di una leggenda. Sebbene non vi siano prove tangibili della sua esistenza, qualcuno afferma che vi siano preparazioni correlabili asiatiche e francesi richiedenti lunghissime cotture, come, ad esempio, il pot-au-feu e l'oden.